# البیک تاجیف
البیک تاجیف (زاده ۷ ژانویه ۱۹۸۶) کشتی‌گیر فرنگی‌کار کشور بلاروس است. وی بین سال‌های ۲۰۰۳ تا ۲۰۰۷ برای ازبکستان مسابقه می‌داد.